# سگیوتیو
سگیوتیو (به لاتین: Segyutyu) یک منطقه مسکونی در جمهوری آذربایجان است که در شهرستان شکی واقع شده است.